# Рыбак

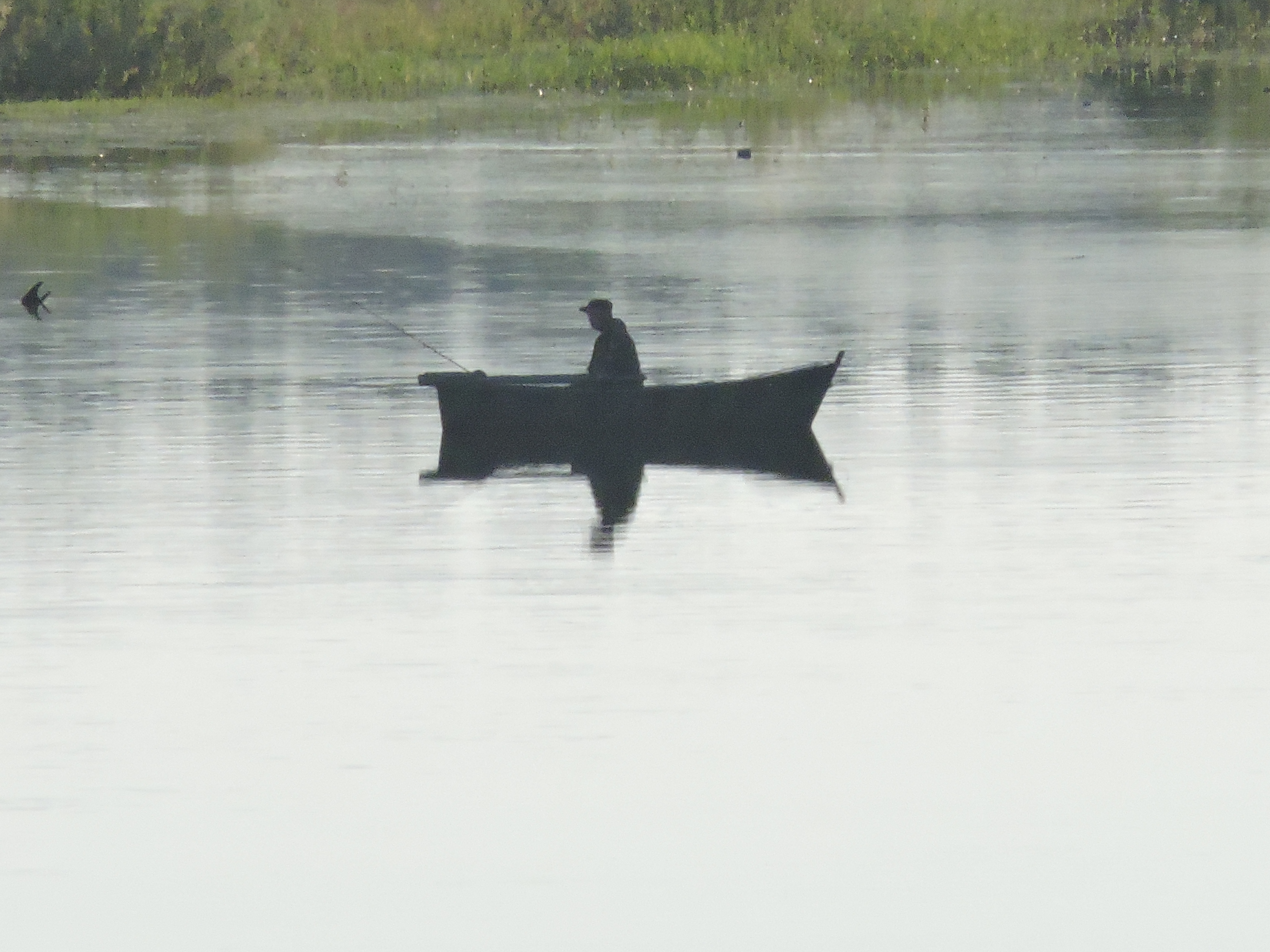
Рыбак в лодке на реке

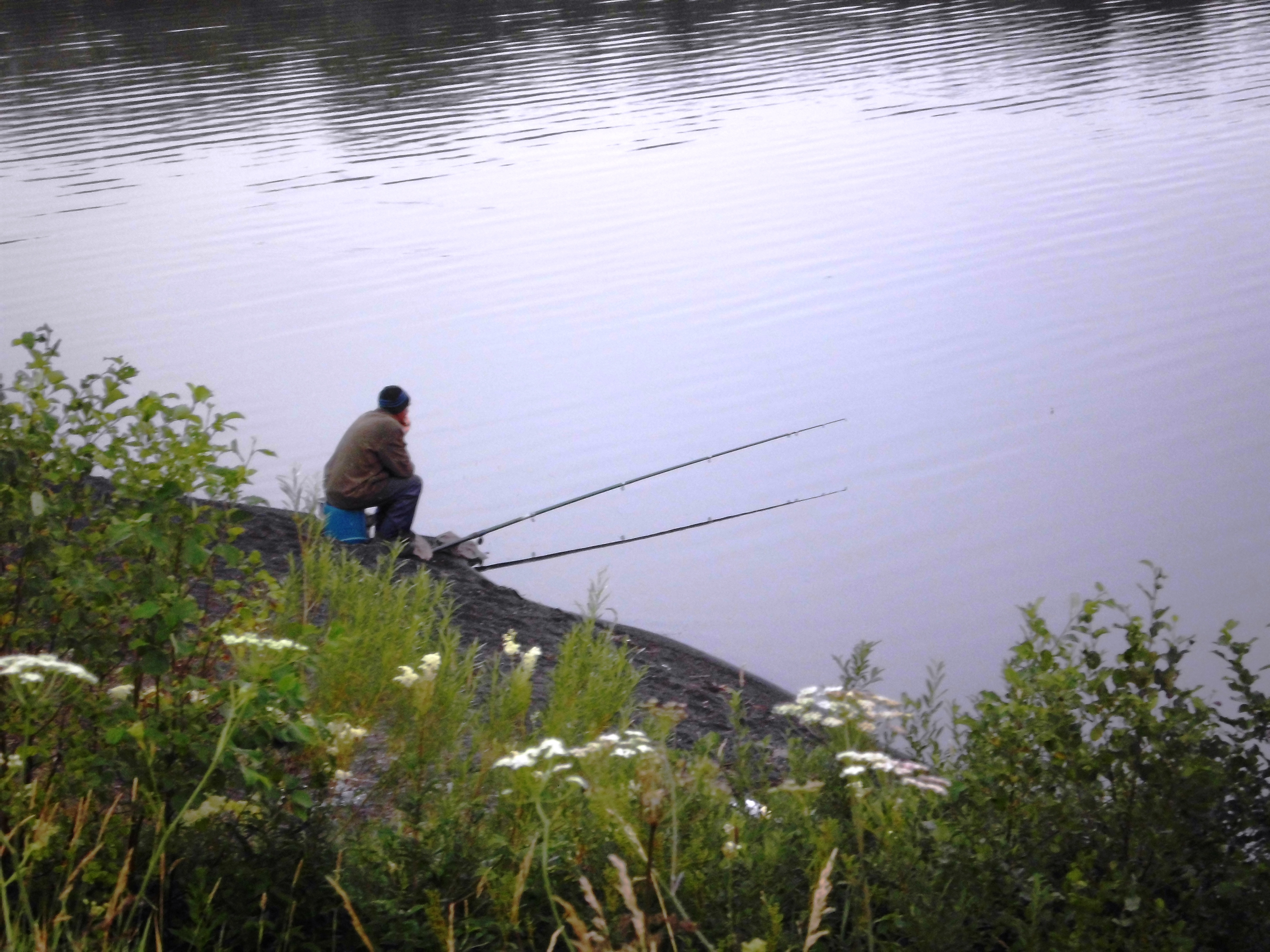
Рыбак с удочкой на берегу

Рыба́к, или рыболо́в (также устаревшее ры́барь) — человек, занимающийся рыболовством, рыбалкой или рыбной ловлей.

## Рыбак

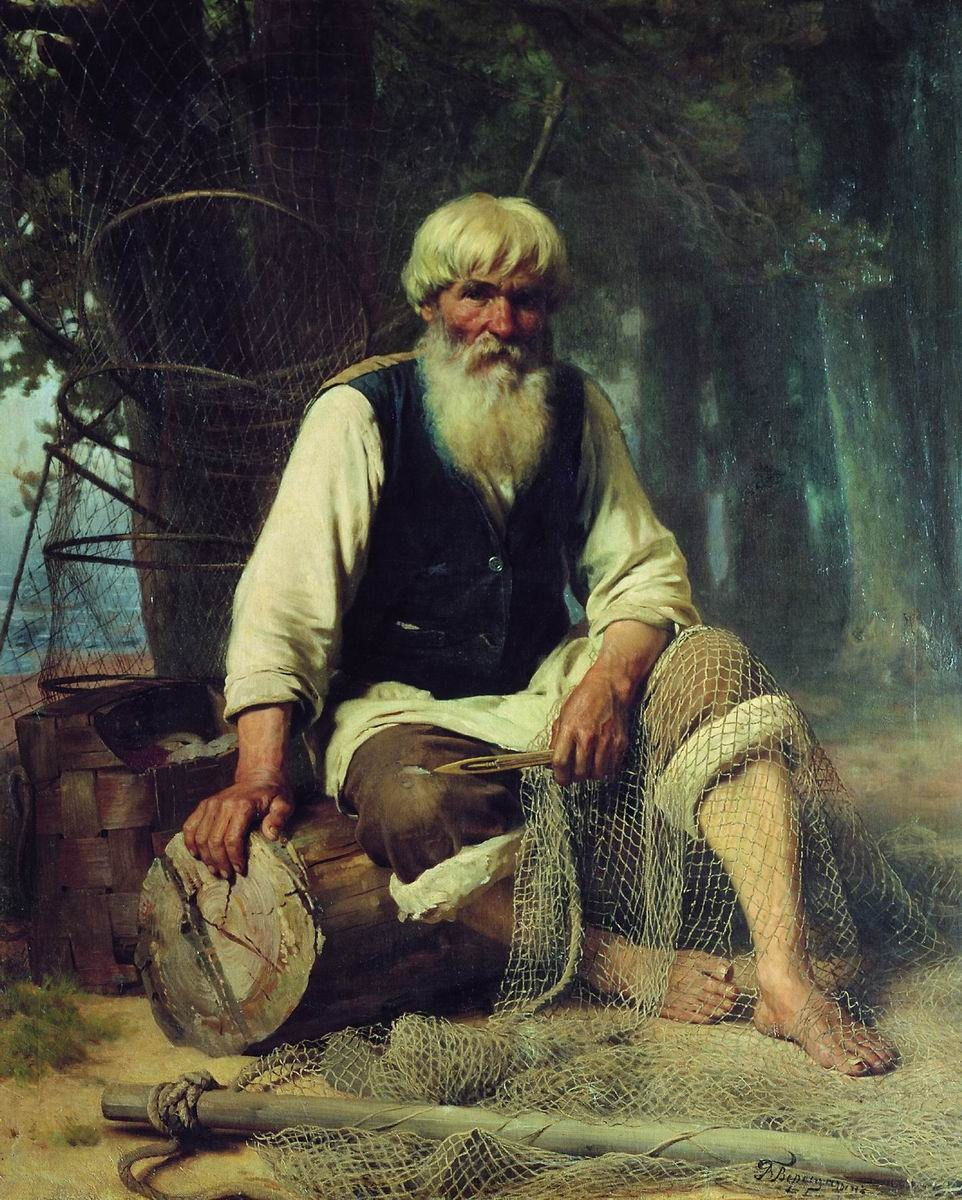
«Рыбак»
(художник Василий Верещагин)

Профессия рыбака довольно распространена в обществах с низким уровнем распределения труда. В таких обществах основополагающие профессии как кузнец, лекарь или рыбак образуют своеобразную отдельную касту либо выполняются определённой этнической группой. В Западной Африке на реке Нигер живёт рыбацкий народ бозо. Рыбацкие касты или этнические группы существуют также в Индии.
В Китае типичной одеждой рыбака были травяной дождевой плащ и бамбуковая шляпа, вместе называемые «соли» (кит. упр. 蓑笠, пиньинь suōlì). О важности этой одежды для рыбака пишет, например, сунский поэт Чжу Дунь-шу в своём стихотворении «Рыбак» (название по А. Корчагину, оригинальное китайское название: 《好事近·摇首出红尘》).

### Рыбак в культуре

Скульптура «Рыбак» в Мурманске

Так как рыбаки на протяжении тысячелетий во многих странах вносили существенный вклад в снабжение населения пищей, упоминания о них вошли во многие литературные произведения. Наиболее известными являются апостолы Пётр, Андрей, Иоанн и Иаков Зеведеев в Библии, повесть «Старик и море» Эрнеста Хемингуэя, роман Виктора Гюго «Труженики моря», «Сказка о рыбаке и рыбке» Александра Пушкина.
- Выражения: «Рыбак рыбака видит издалека»[3].
- День рыбака
- Песни рыбака

## Рыбачка
Рыбачкой называют женщину, занимающуюся рыболовством, или жену рыбака.

### Рыбачка в культуре
- Сон жены рыбака — ксилография (1814) Кацусики Хокусая.
- Нищая (Девочка-рыбачка) — картина (1874) Ильи Репина.
- Красавица-рыбачка — стихотворение Генриха Гейне.
- Рыбачка — повесть (1868) Бьёрнстьерне Бьёрнсона.
- Шаланды, полные кефали — песня (1943; музыка Н. Богословского, слова В. Агатова)
- Рыбачка — советский фильм 1966 года.
- Однажды у синего моря — российский мультфильм 1998 года.